# الخدمة البريدية للولايات المتحدة
الخدمة البريدية للولايات المتحدة (USPS ، والمعروفة أيضًا باسم مكتب البريد أو البريد الأمريكي أو الخدمة البريدية) هي وكالة مستقلة تابعة للفرع التنفيذي لحكومة الولايات المتحدة الفيدرالية المسؤولة عن تقديم الخدمة البريدية في الولايات المتحدة، بما في ذلك مناطقها المعزولة والدول المرتبطة بها. وهي واحدة من الوكالات الحكومية القليلة المرخص لها صراحة بموجب دستور الولايات المتحدة.
تعود جذوره إلى عام 1775 خلال المؤتمر القاري الثاني، عندما عُيِّن بنجامين فرانكلين أول مدير مكتب بريد. تم إنشاء إدارة مكتب البريد في عام 1792 من عملية فرانكلين. تم رفعه إلى قسم على مستوى مجلس الوزراء في عام 1872، وتم تحويله بموجب قانون إعادة تنظيم البريد لعام 1970 إلى دائرة بريد الولايات المتحدة باعتبارها وكالة مستقلة.
يشتمل USPS اعتبارًا من 2017 على 644124 موظفًا نشطًا وتشغيل 211,264 مركبة في عام 2014. لا يشمل هذا الرقم العديد من المركبات والأفراد الذين يستخدمهم المقاولون. تعتبر هي المشغل لأكبر أسطول المركبات المدنية في العالم. وتلتزم قانونًا بخدمة جميع الأميركيين، بغض النظر عن الجغرافيا، بسعر موحد وجودة. ويتمتع بحق الوصول الحصري لمربعات الرسائل التي تحمل علامة «بريد الولايات المتحدة» وصناديق البريد الشخصية في الولايات المتحدة، ولكن يتعين عليها الآن منافسة خدمات توصيل الطرود الخاصة، مثل يو بي إس و فيديكس وأمازون.
منذ أوائل الثمانينات، تم تخفيض أو إلغاء العديد من الإعانات الضريبية المباشرة لمكتب البريد، باستثناء الإعانات الخاصة بالتكاليف المرتبطة بالناخبين المعوقين والأجانب، لصالح الإعانات غير المباشرة، بالإضافة إلى المزايا المرتبطة بـ احتكار فرضته الحكومة على تسليم بريد من الدرجة الأولى. منذ ذروة حجم البريد في عام 2006،  أقر الكونجرس بعد ذلك قانون المساءلة البريدية وتعزيزه  الذي ينص على دفع 5.5 مليار دولار سنويًا لاستحقاقات التقاعد المبكر للموظفين بالكامل،  انخفضت الإيرادات بحدة بسبب إلى تأثر الركود  انخفاض حجم البريد،  مما دفع الخدمة البريدية أن ننظر إلى مصادر أخرى للإيرادات وخفض التكاليف لخفض العجز في ميزانيتها.

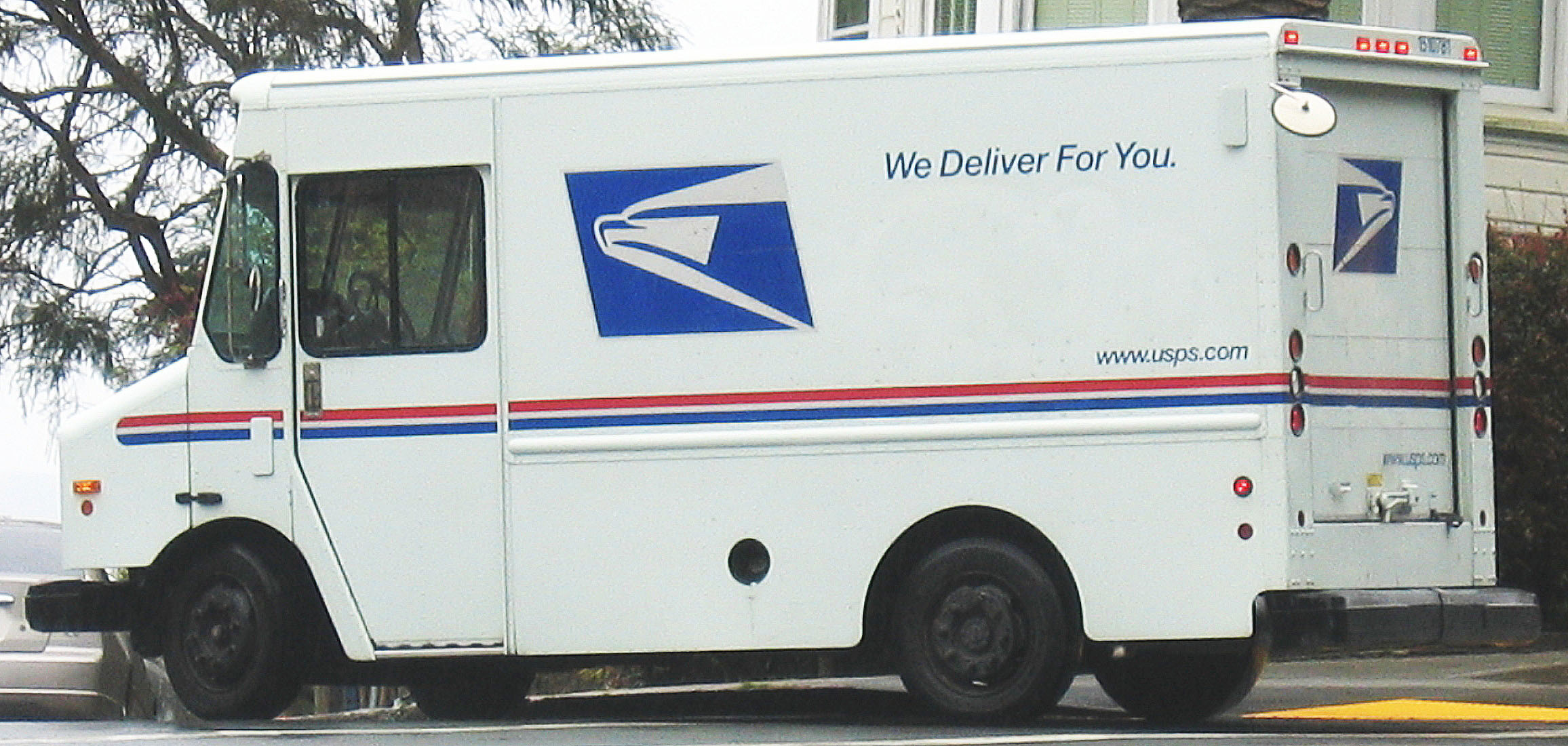
خدمة توصيل خدمة USPS

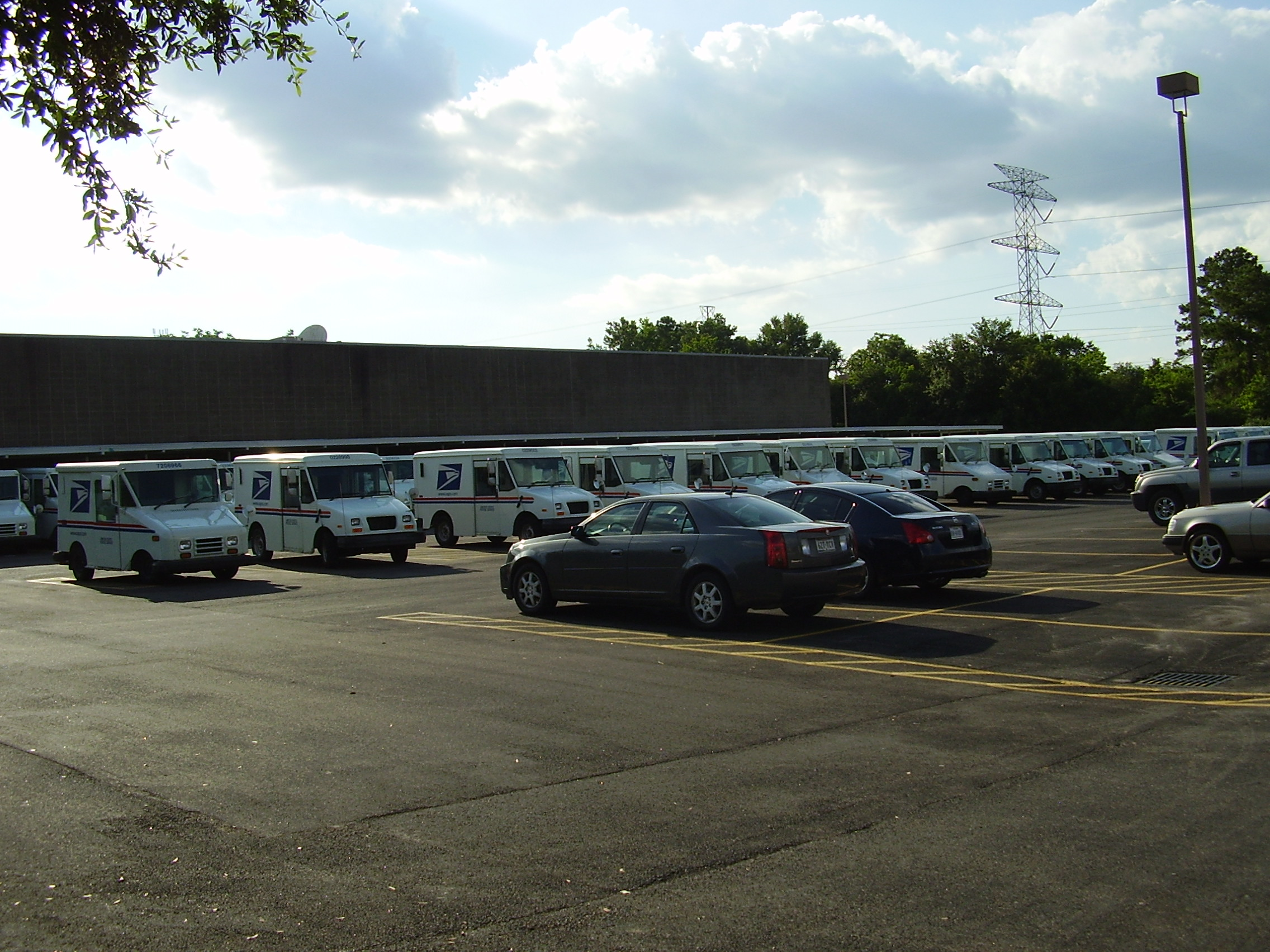
أسطول من مركبات مكتب البريد في محطة جيمس غريفيث في سبرينغ برانش ، هيوستن

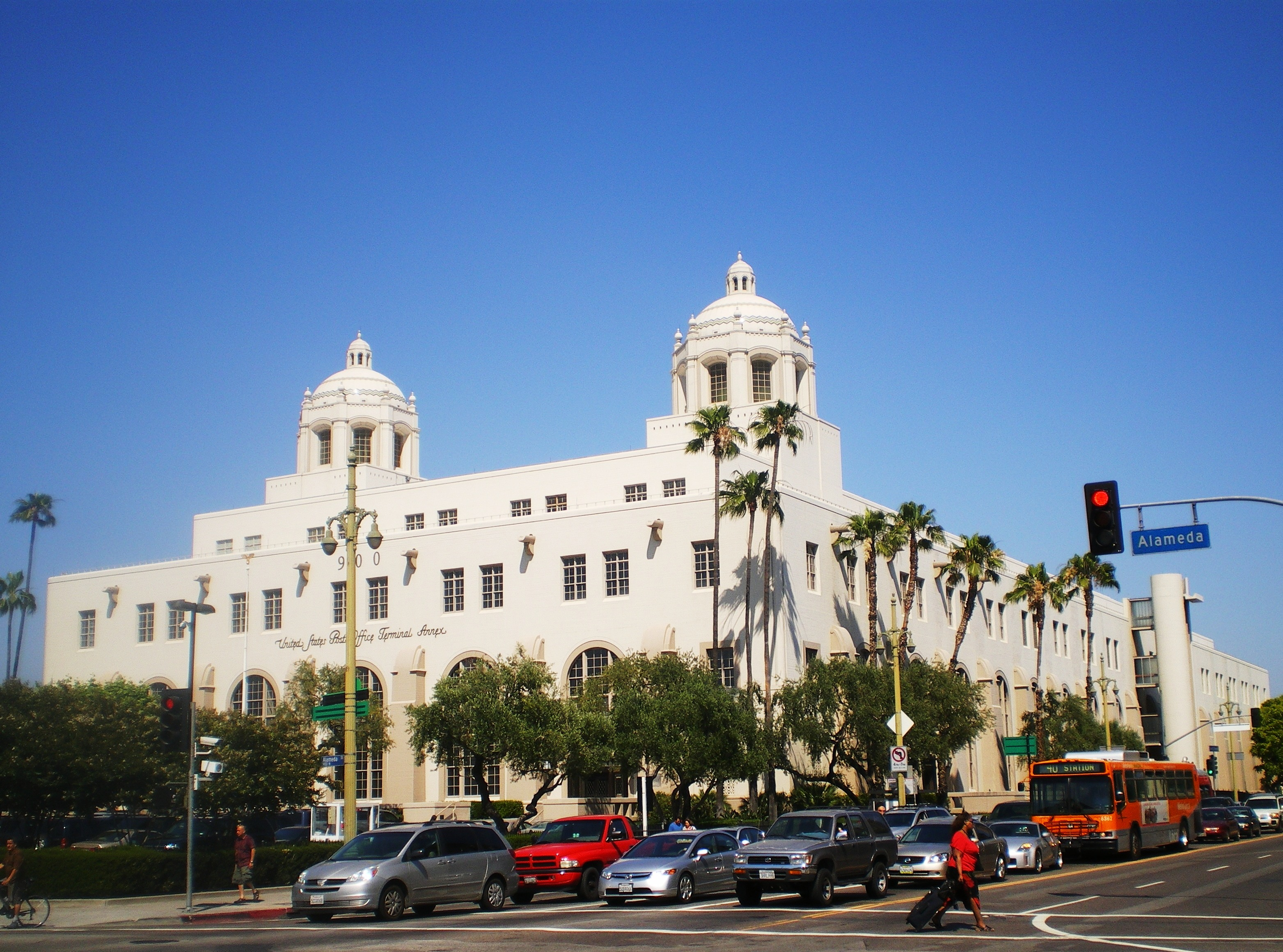
USPS محطة المرفق مبنى في لوس أنجلوس

## روابط خارجية
- خدمة بريد الولايات المتحدة في السجل الفيدرالي
- الولايات المتحدة برنامج خدمات البريد